# یاکی
باکی یا Yaqui یا Hiaki یا Yoeme یک قوم بومی آزتک هستند که به زبان بومی مکزیک صحبت می‌کنند و ساکن دره Río Yaqui در ایالت سونورا ی مکزیک و جنوب غربی ایالات متحده آمریکا هستند. آنها همچنین در Chihuahua و Durango جوامعی دارند. قبیله Pascua Yaqui در توسان، آریزونا مستقر است. مردم یاکی در جاهای دیگر ایالات متحده، به ویژه کالیفرنیا، تگزاس و نوادا زندگی می‌کنند.

## زبان

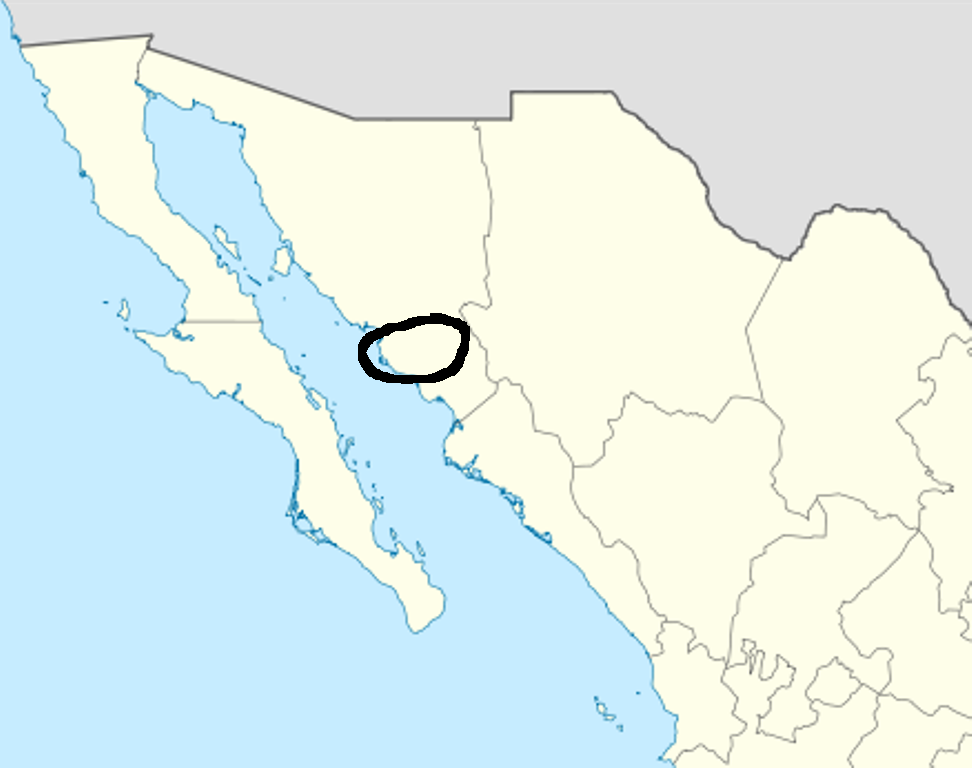
محل یاکی

محل استقرار مردم Yaqui در سونورا، جایی که هنوز هم بیشترین جمعیت یاکی در آن سکونت دارند
زبان Yaqui متعلق به خانواده زبان Uto-Aztecan است. یاکی به یک زبان کاهیتانی صحبت می‌کند، گروهی از حدود ۱۰ زبان قابل فهم متقابل که قبلاً در بیشتر ایالات سونورا و سینالوا صحبت می‌شده‌اند. اکثر زبانهای کاهیتانی منقرض شده‌اند. فقط یاکی و مایو هنوز هم زبان خود را صحبت می‌کنند. حدود ۱۵۰۰۰ بلندگو یاکی در مکزیک و ۱۰۰۰ نفر در ایالات متحده، عمدتاً در آریزونا، زندگی می‌کنند.
یاکی‌ها خود را Hiaki یا Yoeme می‌گویند، کلمه یاکی برای شخص (yoemem یا yoemem به معنی "مردم"). یاکی‌ها وطن خود را Hiakim می‌نامند، که از آن عده ای می‌گویند نام "Yaqui" گرفته شده‌است.

## تاریخ
دهه ۱۵۳۰–۱۸۲۰: فاتحان و مبلغین
هنگامی که اسپانیایی‌ها برای اولین بار در سال ۱۵۳۳ با یاکی‌ها در تماس بودند، یاکی‌ها قلمرویی را در امتداد مسیر پایین رودخانه یاکی اشغال کردند. تخمین زده می‌شد آنها ۳۰٬۰۰۰ نفر باشند که در ۸۰ روستا در مساحتی حدود ۶۰ مایل (۱۰۰ کیلومتر) طول و ۱۵ مایل (۲۵ کیلومتر) عرض زندگی می‌کنند. برخی از یاکی در نزدیکی دهانه رودخانه زندگی می‌کردند و از منابع دریا زندگی می‌کردند. بیشتر آنها در جوامع کشاورزی زندگی می‌کردند، هر ساله لوبیا، ذرت و کدو در زمین‌های غرق شده توسط رودخانه زندگی می‌کردند. دیگران در بیابان‌ها و کوه‌ها زندگی می‌کردند و به شکار و تجمع بستگی داشتند.
کاپیتان دیگو دی گوزمان، رهبر اعزامی برای اکتشاف اراضی شمال شهرک‌های اسپانیا، در سال ۱۵۳۳ با یاکی روبرو شد. تعداد زیادی از جنگجویان یاکی با یک اسپانیایی در سطح دشتی مقابله کردند. رهبر آنها، یک پیرمرد، خطی را در خاک فروکرد و به اسپانیایی‌ها گفت که از آن عبور نکنند. او درخواست اسپانیایی برای غذا را رد کرد. نبردی در پی داشت. اسپانیایی‌ها مدعی پیروزی بودند، گرچه عقب‌نشینی کردند. بدین ترتیب ۴۰ سال مبارزه، که اغلب توسط نیروهای مسلح مسلحانه صورت گرفته، توسط Jacqui برای محافظت از فرهنگ و سرزمین خود، آغاز شد.
در سال ۱۵۶۵، فرانسیسکو دو ایبارا تلاش کرد، اما نتوانست یک شهرک اسپانیایی را در قلمرو یاکی تأسیس کند. آنچه احتمالاً یاکی را از حمله اولیه اسپانیایی‌ها نجات داد فقدان نقره و سایر فلزات گرانبها در قلمرو آنها بود. در سال ۱۶۰۸، یاکی‌ها و ۲۰۰۰ متحد هند، که عمدتاً مایو بودند، در دو نبرد برنده اسپانیایی‌ها شدند. توافقنامه صلح در سال ۱۶۱۰ هدایایی از اسپانیایی‌ها و در سال ۱۶۱۷ بازدید مبلغان جیسویت به دست آورد.
یاکوی‌ ها ۱۲۰ سال در یک رابطه دو طرفه با یسوعیان زندگی می‌کردند. بسیاری از آنها ضمن حفظ بسیاری از عقاید سنتی به مسیحیت گرویدند. حکومت یهودیان بر یاکو ها سختگیر بود اما یاکی‌ها سرزمین و اتحاد خود را به عنوان یک قوم حفظ کردند. یهودیان گندم، گاو و اسب را معرفی کردند.
یاکی موفق به پیشرفت و مبلغین شد تا فعالیتهای خود را در شمال گسترش دهند. موفقیت Jesuit با این واقعیت تسهیل شد که نزدیکترین شهرک اسپانیایی ۱۰۰ مایل با ما فاصله داشت و یاکی‌ها قادر به جلوگیری از تعامل با مهاجران، سربازان و معدنچیان اسپانیایی بودند. نکته مهم این بود که همه گیر بیماریهای اروپایی که بسیاری از جمعیت بومی را نابود کرده‌اند، به‌طور جدی بر یاکی تأثیر نگذاشته‌است. شهرت یاکوی‌ ها به عنوان رزمندگان، به علاوه محافظتی که توسط یزوعیان به دست می‌آمد، شاید یاکی را از بردگان اسپانیایی محافظت می‌کرد. یهودیان یاکی‌ها را متقاعد کردند که به هشت شهر زندگی کنند: B :cum , Benem , Cócorit , Huirivis , Pótam , Rahum , Tórim و Vícam.
با این حال، تا دهه ۱۷۳۰، مهاجران و معدنچیان اسپانیایی در حال تجاوز به سرزمین یاکی بودند و دولت استعمار اسپانیا شروع به تغییر روابط طول سلاح کرد. این امر ناآرامی‌هایی را در بین یاکی ایجاد کرد و منجر به شورش مختصر اما خونین یاکی و مایو در سال ۱۷۴۰ شد. یک هزار اسپانیایی و ۵۰۰۰ بومی آمریکایی کشته شدند و دشمنی از بین رفت. مأموریت‌ها کاهش یافته و هیچگاه سعادت سالهای قبل به دست نیامد. جیوسی‌ها در سال ۱۷۶۷ از مکزیک اخراج شدند و کاهنان فرانسیسکایی که جایگزین آنها شدند هرگز اعتماد به نفس یاکی را به دست نیاوردند.
صلح ناخوشایند بین اسپانیایی‌ها و یاکی‌ها سال‌ها پس از شورش دوام آورد، با یاکی‌ها سازمان محکم خود را حفظ کردند و بیشتر استقلال خود را از اسپانیایی و بعد از ۱۸۲۱ حکومت مکزیک به دست آوردند.

## سبک زندگی

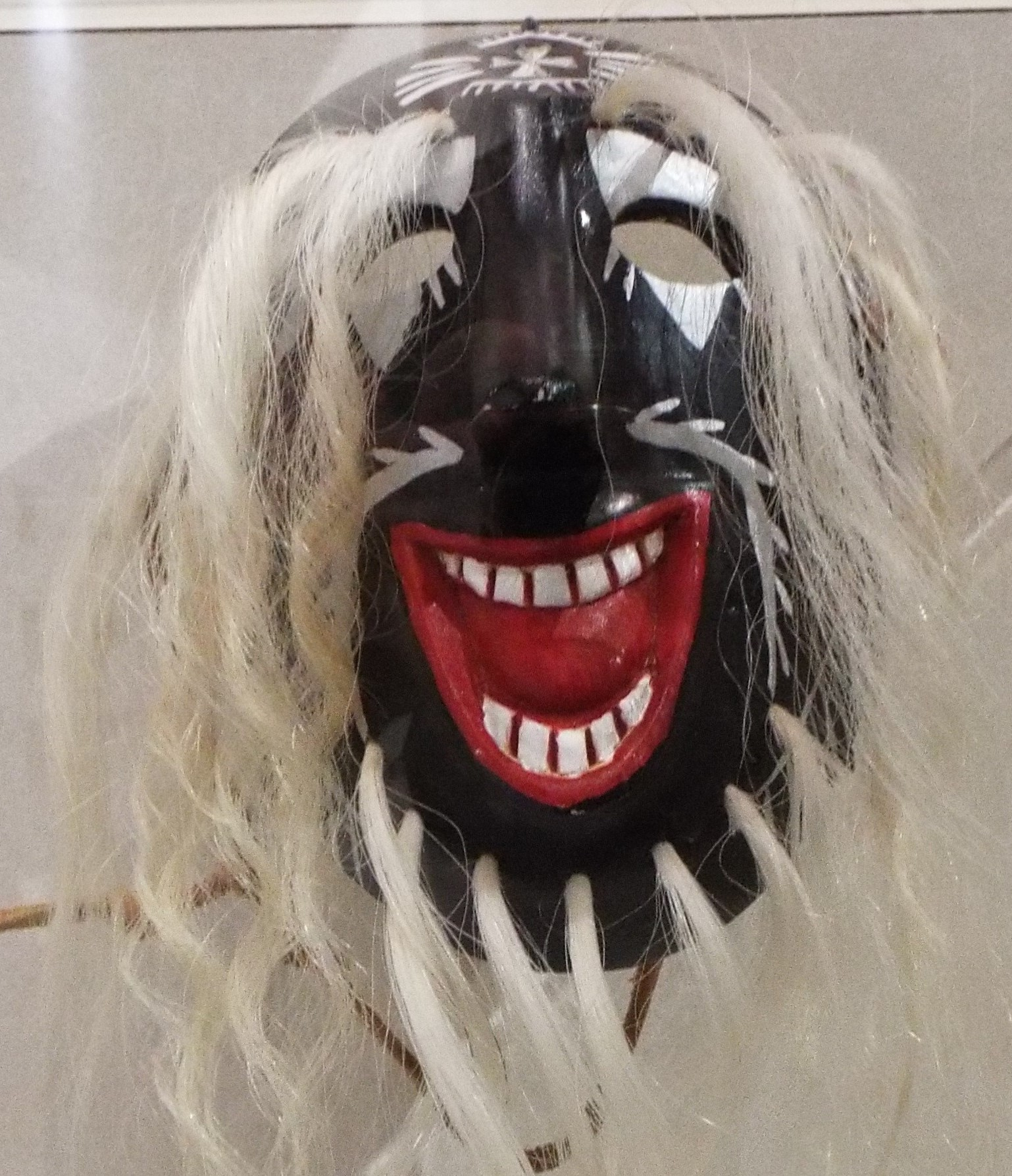
ماسک رقص سنتی یاکی در موزه توماکاکوری

در گذشته، یاکی با کشاورزی، با رشد لوبیا، ذرت و کدو (مانند بسیاری از مردم بومی منطقه)، از کشاورزی بهره می‌برد. یاکی‌هایی که در منطقه ریو یاکی و در مناطق ساحلی سونورا و سینالوا زندگی می‌کردند ماهیگیری و همچنین به دامداری پرداختند. Yaqui همچنین محصولات پنبه ای تولید می‌کرد. یاکی‌ها همیشه جنگجویان ماهر بوده‌اند. سرخپوستان یاکی از لحاظ تاریخی به عنوان قد بسیار بلند توصیف شده‌اند.
به‌طور سنتی، یک خانه یاکی از سه بخش مستطیلی تشکیل شده بود: اتاق خواب، آشپزخانه و یک اتاق نشیمن به نام «پورتال». کفها از تخته‌های چوبی، دیوارهای نیهای بافته شده و سقف نیها که با لایهای ضخیم از گل برای عایق پوشیده شده ساخته شده‌است. شعب ممکن است در ساخت اتاق نشیمن برای گردش هوا مورد استفاده قرار گیرد. بخش بزرگی از روز در اینجا به خصوص در ماه‌های گرم سپری شد. یک خانه نیز یک پاسیوی اتاق دارد. ی

## کتابشناسی
- Folsom, Raphael Brewster: The Yaquis and the Empire: Violence, Spanish Imperial Power, and the Native Resilience in Colonial Mexico. Yale University Press, New Haven 2014, شابک ‎۹۷۸−۰−۳۰۰−۱۹۶۸۹−۴. (Contents)
- Miller, Mark E. "The Yaquis Become 'American' Indians." The Journal of Arizona History (1994).
- Miller, Mark E. Forgotten Tribes: Unrecognized Indians and the Federal Acknowledgment Process (chapter on the Yaquis). (2004)
- Sheridan, T.E. 1988. Where the Dove Calls: The Political Ecology of a Peasant Corporate Community in Northwestern Mexico. Tucson: University of Arizona Press.
- http://aip.cornell.edu/people/marcos-moreno